# Dicysta
Dicysta is een geslacht van wantsen uit de familie van de Tingidae (Netwantsen). Het geslacht werd voor het eerst wetenschappelijk beschreven door Champion in 1897.

## Soorten
Het genus bevat de volgende soorten:

- Dicysta amica Drake & Hambleton, 1939
- Dicysta braziliensis Drake, 1922
- Dicysta cara Drake, 1939
- Dicysta fonsecai Monte, 1940
- Dicysta hollandi Drake, 1922
- Dicysta lauta Drake & Hambleton, 1935
- Dicysta limata Drake & Hambleton, 1939
- Dicysta neocaledonica Guilbert, 1997
- Dicysta parilis Drake, 1939
- Dicysta peruviana Drake & Poor, 1940
- Dicysta sagillata Drake, 1922
- Dicysta serrata Guilbert, 1997
- Dicysta smithi Drake, 1922
- Dicysta tristanopsidis Guilbert, 2008
- Dicysta vitrea Champion, 1897